# Amata wallaceii
Amata wallaceii är en fjärilsart som beskrevs av Moore 1856. Amata wallaceii ingår i släktet Amata och familjen björnspinnare. Inga underarter finns listade i Catalogue of Life.